# Lazare Lenain
 (août 2018).
- Si vous ne connaissez pas le sujet, laissez ce bandeau (vous pouvez alors contacter les auteurs).
- Si vous supprimez le contenu mis en cause (vous pouvez préalablement contacter les auteurs),

argumentez précisément cette suppression dans la page de discussion
(un manque de référence n'est pas un argument ; une recherche réelle de référence doit avoir été effectuée, être formellement documentée).
Pour les articles homonymes, voir Lenain.

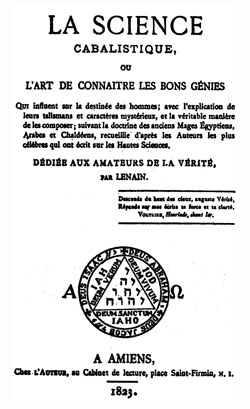
Livre de Lenain: La Science Cabalistique, ou l’art de connaitre les bons Génies.

Lazare Républicain Lenain (1793-1877), est bouquiniste et ouvrier du textile amiénois, mage, occultiste et auteur d'un seul ouvrage, La science cabalistique (Amiens, 1823), obéissant à un désir de faire connaître la véritable magie dans le but de la dédiaboliser. Il y est surtout question des 72 anges (ou « bons génies ») qui environnent le trône de Dieu, et du moyen d'identifier, parmi eux, ses génies personnels. La Science cabalistique, qui se présente comme une sorte de manuel à usage des mages, connut un certain succès dans les milieux occultistes français de la fin du XIXe siècle. Elle est aujourd'hui traduite dans de nombreuses langues.
Lenain, natif de Paris, passa l'essentiel de sa vie dans la ville d'Amiens, et pratiqua semble-t-il la magie jusqu'à un âge avancé, du moins autant que le lui permirent ses activités d'ouvrier, de commerçant, d'auteur et de père de famille. Il eut deux épouses et pas moins de 16 enfants, dont cinq mourront en bas âge. Lenain est aussi l'auteur de nombreux poèmes et manuscrits de magie dont une partie est aujourd'hui introuvable.

## Biographie
Lazare Lenain naît à Paris le 17 février 1793, sous la Terreur. Son père décède onze années plus tard. On le retrouve en 1814 à Amiens, parmi les conscrits des armées napoléoniennes. Il passera dans cette ville le restant de ses jours, alternant les métiers de bouquiniste et de dévideur de velours.
Il est elevé en 1818 au grade de Maître Maçon dans la loge de La Parfaite Sincérité d'Amiens, à l'obédience du Grand Orient de France, soit quelques années avant la mise en sommeil des loges maçonniques de la ville.
Lenain épousera en 1817 une nommée Madeleine Roussel. De ce premier mariage naîtront huit enfants, dont les prénoms témoignent des centres d'intérêt de Lenain, qui oscillent entre religion et culture antique : Joseph Agla (1820-1855), Arsène Abraham (1822-?), Pierre Inri (ou Henry) Emmanuel (1824-1828), Alexandrine Isis (1824-1827), Michel Daniel Joseph Adonis (1825-?), Adonis Germain (1827-?), Louis Alexandre (1833-?) et Etienne Narcisse (1833-?). Madeleine décède en couches en décembre 1833. Lenain se remarie quelques mois plus tard avec Victoire Eloi, qui lui donnera huit nouveaux enfants : Aglaée Rose (1834 - ?), Joséphine (1835-?), Simon Pierre (1837-1837), Marie (Joséphine Catherine) (1838-1840), Maria Eugénie (1840-?), Marie (Cécile) Madeleine (1841-1845), Pierre Léon Emmanuel (ou Emile) (1844-1858) et Marie Gabriel Raphaël Michel (1846-?).
Parallèlement aux crises sociales et économiques qui affectent la région, la situation financière du ménage se détériore de la fin des années 1830 au moins jusqu'à la Révolution de 1848, où Lenain s'engage activement aux côtés des républicains.
Les trente dernières années de sa vie nous sont moins bien connues. Il semblerait toutefois que Lenain, l'un des derniers bouquinistes amiénois de l'époque royale, soit devenu aux yeux de ses concitoyens une figure aussi emblématique qu'attachante de la cité picarde.

## La Science cabalistique
La Restauration est une période de relâchement de la censure vis-à-vis des ouvrages de basse magie colportés dans les campagnes. Ces derniers, appelés grimoires, proposent toutes sortes de recettes aux objectifs divers et aux ingrédients improbables, le plus souvent sans la moindre considération éthique. Lenain, bibliophile, chrétien fervent, et dépositaire de divers manuscrits de magie référés à la figure du roi Salomon considérés par lui comme hautement spirituels, se donnera pour mission de rétablir dans l'esprit de ses compatriotes l'image d'une magie faussée par l'existence de tels grimoires. À ses yeux, la magie représente la science suprême, du fait qu'elle permet d'accéder aux plus intimes secrets de l'univers et de son émanation hors du giron divin. La Science cabalistique se propose donc de restituer un savoir révélé aux patriarches par les anges et que les mages de l'Antiquité (Égyptiens, Perses, Chaldéens, etc.) maîtrisaient parfaitement, une idée très en vogue dans certains milieux lettrés de la Renaissance et soutenue notamment par Henri Corneille Agrippa en son De Philosophia Occulta (1533-1535), l'une des sources principales de Lenain.
Inspiré, également, par les travaux d'un Reuchlin (De Arte Cabalistica, 1517), Lenain propose une « division hiérarchique et tripartite de l'Univers » : le monde "matériel" reçoit les influences du monde "astrologique", le monde dit "invisible" transcendant l'ensemble. Chacun de ces trois mondes se caractérise en dernier lieu par les génies qui l'habitent. Les génies élémentaires (Sylphes, Ondins, Gnomes, Salamandres) évoluent dans le monde matériel, les génies planétaires (Lune, Mercure, Vénus, Soleil, Mars, Jupiter, Saturne) composent le monde astrologique, et les 72 anges du "grand nom de Dieu", répartis en neuf chœurs de huit anges, constituent le monde invisible (seules ces deux dernières catégories peuvent faire l'objet d'invocations). L'importance des 72 anges, outre leur situation hiérarchique, réside dans le fait que leur nombre découle directement du nom divin de quatre lettres, orthographié en Hébreu : Yod-He-Vav-He (racine du nom Jehovah)et ce, au moyen d'un procédé mathématique et symbolique fondé sur la valeur numérique des lettres hébraïques (gematria). Les noms de ces anges sont ensuite déduits de trois versets consécutifs du livre de l'Exode (14.19-21) comprenant chacun 72 lettres recombinées en ce sens.
Le but des opérations de magie consiste en l'invocation rituelle de ces anges et des génies planétaires au moyen de talismans, La Science cabalistique  exposant une partie des directives nécessaires à leur réalisation. L'ouvrage, cependant, et comme son contenu ne l'indique pas a priori, ne doit pas être considéré pour autant comme un simple manuel de magie, et le dessein fondamentalement apologétique de son auteur ne doit pas être perdu de vue. Les données qu'il contient, qui ne sont pas toujours cohérentes entre elles, ont bien pour objectif de « faire connaître la magie », les applications pratiques de ces données demeurant en l'occurrence secondaires.
Parmi ces applications, on compte notamment « l'art de connaître les bons génies » : chaque individu, en effet, est attaché par sa naissance à trois génies du monde invisible, l'un chargé de son physique, l'autre de son moral, et un dernier de son esprit. Tous trois sont identifiés en fonction du jour (physique et moral) et de l'heure de naissance (esprit). Les qualités et domaines d'influence des 72 génies, ainsi que les données nécessaires à la mise en œuvre de leur invocation et les caractéristiques des génies contraires, sont exposées au chapitre VI, qui représente un tiers de l'œuvre.
Une planche devait à l'origine être vendue conjointement à La Science cabalistique , mais, pour une raison inconnue, ne fut jamais publiée. Elle devait représenter la notion-clef de tout l'ouvrage, ainsi que la seule véritable innovation de Lenain : la « sphère cabalistique ». Cette sphère théorique, divisée en 72 méridiens égaux, et offrant donc autant de segments pour les 72 "anges de la sphère", permet de déterminer les "points de rencontre" entre ces anges et les mondes visible et astrologique. Appliquée au cycle solaire annuel (réduit à 360 jours réguliers à compter de l'équinoxe de printemps), elle permet par exemple l'obtention de deux "tables" constituées respectivement  de 72 ensembles de 5 jours et de 5 ensembles de 72 jours sur lesquels sont régulièrement répartis les génies. On a aussi 72x20 minutes pour les 24 heures de la journée, 72x5 degrés de l'équateur terrestre, etc. Le système est donc, en quelque sorte, une application à la magie "traditionnelle" de la pensée mécaniste moderne.
L'astrologie de la Science cabalistique, inspirée en partie des ouvrages d'Etteilla (Jean-Baptiste Alliette) et de son disciple Melchior d'Odoucet, ne s'intéresse du point de vue purement astronomique qu'à la position réelle du Soleil et de la Lune, bien que Lenain fasse aussi grand cas des théories de Dupuis (De l'origine des cultes, 1794) et de Gabriel-André Auclerc (La Thréicie, 1799). Les génies planétaires ne sont appréhendés en général qu'en fonction des jours de la semaine et de ses subdivisions régulières en 4x7 ensembles de six heures et 24x7 heures.
L'ouvrage rapporte aussi un certain nombre de développements, en termes de kabbale chrétienne, relatifs aux noms divins, angéliques, et à la symbolique des lettres de l'alphabet hébraïque. Ces développements se fondent, comme nous le disions, sur les œuvres de Reuchlin et d'Agrippa, mais également sur ceux du père jésuite Athanase Kircher (Œdipus Ægyptiacus, 1652-1654) et d'auteurs moins connus tels que le capucin Esprit Sabbathier (L'ombre idéale de la sagesse universelle, 1679), Stanislas de l'Aulnaye (Thuileur des 33 degrés de l'Écossisme, 1813), ou encore le Calendrier magique et astrologique (J.-B. Grosschedel von Aïcha, vers 1620/Th. du Chenteau, 1775).
On compte également au nombre des sources des philosophes de sensibilités diverses (Jean Belot, Balthazar Bekker, Isaac de La Peyrère, Voltaire, le marquis de Brie-Serrant, Jean-Philippe Dutoit-Mambrini), les grimoires de colportage (Petit-Albert, Dragon Rouge, Enchiridion du pape Léon, pourtant ouvertement décriés par Lenain), des ouvrages satyriques (Le comte de Gabalis, de Montfaucon de Villars, Les lettres cabalistiques, de Jean-Baptiste Boyer), et même le Zend-Avesta, traduit en  1771 par Anquetil du Perron. Le chapitre VI de la Science cabalistique reprend aussi une partie du contenu inédit d'un manuscrit de magie intitulé Cabale des psaumes, à ce jour introuvable.
La Science cabalistique, qui n'avait été tirée en 1823 qu'à 500 exemplaires, devint au XIXe siècle un ouvrage rare et recherché par les amateurs d'occultisme. Il figure au catalogue de la Bibliothèque occulte de Stanislas de Guaita, et le marquis Alexandre de Saint-Yves d'Alveydre en possédait également un exemplaire. Papus (Gérard Encausse) consacre quant à lui un chapitre de sa Cabbale (1903) à la reprise des notices de Lenain concernant les 72 anges, les données de la Science cabalistique correspondant selon lui au plus haut degré de la Kabbale judéo-chrétienne, à travers son versant opératif et invocatoire. Il sera suivi en ce sens par Robert Ambelain (La kabbale pratique, 1951). Lenain peut également être considéré comme un précurseur de la pensée occultiste de par l'ambition de son esprit de synthèse, ainsi que son application à citer systématiquement ses sources, qui témoigne de son respect pour l'historiographie.
Sous l'impulsion des occultistes de l'entourage de Papus, la Science cabalistique sera rééditée une première fois en 1909 par Dujols et Thomas, et les Éditions Traditionnelles la publieront une nouvelle fois en 1963. Elle connut depuis cette date de nombreux reprints, et est aujourd'hui traduite en italien, en espagnol, en portugais et en russe.
L'œuvre de Lenain est aujourd'hui particulièrement appréciée par certains représentants du Nouvel Âge (ou New Age) pour la simplicité relative de son système, qui, une fois vidé de son contenu proprement spirituel, symboliste et spéculatif, donne lieu à des applications pratiques relativement aisées (voire simplistes) et à la portée de tous. Le versant purement mécanique de la Science cabalistique, qui ne consistait quasiment chez Lenain qu'en la détermination des moments opportuns à la rencontre avec les génies, a pris le pas sur les notions de grâce divine et de déontologie invocatoire. On obtient chez la plupart des auteurs des systèmes magiques "automatiques" plus ou moins athées, dont l'efficacité repose strictement sur la force de volonté de l'opérant, et ne considérant plus les anges comme de libres alliés mais comme des puissances obéissantes et largement impersonnelles. L'application contemporaine la plus intéressante de la Science cabalistique consiste sans doute dans l'ouvrage de Kabaleb intitulé Les Anges (trad. fr. 1989).

## Inédits et "placards"
Lenain a laissé derrière lui une quantité assez importante de manuscrits, rédigés pour la plupart dans les années 1830. Ces textes, inspirés majoritairement par la magie médiévale et moderne associée à la figure du roi Salomon (laquelle consiste le plus souvent en l'art de soumettre les démons avec l'aide de Dieu, des anges ou des génies astrologiques), témoignent à la fois de la pratique assidue de leur auteur et de ses innovations dans le domaine. Profondément marqué par l'éthique chrétienne, les objectifs en sont la contemplation divine, la révélation en songe par l'intermédiaire des 72 anges, et l'amélioration personnelle du praticien. Les rituels sont presque entièrement vidés des éléments à caractère démoniaque, et se résument à une récitation régulière d'oraisons et de litanies, supportée par l'inscription sur parchemin desdites formules, de talismans consacrés, et par une discipline de vie respectueuse de soi, de Dieu et du prochain. Le cadre chronologique des opérations, conformément aux données de la Science cabalistique, revêt une importance capitale.
L'œuvre de Lenain se caractérise aussi par un usage généralisé de carrés magiques, auxquels il attribuait une grande efficacité.
| 203 | 244 | 195 | 236 | 187 | 228 | 179 | 220 | 171 |
| 172 | 204 | 245 | 196 | 237 | 188 | 229 | 180 | 212 |
| 213 | 173 | 205 | 246 | 197 | 238 | 189 | 221 | 181 |
| 182 | 214 | 174 | 206 | 247 | 198 | 230 | 190 | 222 |
| 223 | 183 | 215 | 175 | 207 | 239 | 199 | 231 | 191 |
| 192 | 224 | 184 | 216 | 167 | 208 | 240 | 200 | 232 |
| 233 | 193 | 225 | 176 | 217 | 168 | 209 | 241 | 201 |
| 202 | 234 | 185 | 226 | 177 | 218 | 169 | 210 | 242 |
| 243 | 194 | 235 | 186 | 227 | 178 | 219 | 170 | 211 |

- Le rite cabalistique (1830) : Ce document, présenté comme "la suite et le complément de la Science cabalistique", contient le rituel de Lenain par excellence. Les opérations qu'il décrit, particulièrement exigeantes (récitation de litanies interminables), doivent s'effectuer quotidiennement et sur la durée minimale d'une année solaire. Il est une synthèse de divers manuscrits de magie dont on peut aujourd'hui consulter certaines versions à la Bibliothèque de l'Arsenal (Paris), les principaux étant l'Heptameron du pseudo-Pierre d'Aban[1], le Zekerboni, du pseudo-Pierre Mora[2], et un recueil de divers rituels[3]. Le manuscrit a appartenu au Dr Desbois (1798-1864), médecin et président d'une société d'étude sur le magnétisme animal à Rouen. Il est aujourd'hui conservé à la bibliothèque municipale de la cité normande.
- Cabale divine, contenant une ample explication du grand nom de Dieu (1830) : copie, par Lenain, d'un manuscrit plus ancien, où se retrouvent ses thèmes de prédilection ainsi que des consignes sur l'usage magique des 150 psaumes. Cette copie (323 pages) serait augmentée d'une quantité extraordinaire de notes et de commentaires de Lenain[4].
- Cabale Divine des Hébreux, contenant l’explication et la clef des Noms sacrés de Dieu : Sur les "grands noms divins" de 42 et 72 lettres et leur usage magique, thèmes majeurs des Kabbales juive et chrétienne[5].
- Divine Cabal, containing The Seventytwo Angels, with their offices and Seals of the celestial and Angelic Sphere : Version anglaise (1840) d'un original de Lenain ayant appartenu à l'occultiste anglais Fred Hockley (1808-1885), et aujourd'hui conservé au Newberry Library de Chicago. Copie d'un manuscrit de la bibliothèque de l'Arsenal augmenté d'une longue introduction.
- Les Arcanes, ou secrets de la philosophie hermétique dévoilée (1832) : Unique manuscrit alchimique de Lenain, présenté comme la copie d'un document trouvé "à la Bastille par une personne qui n'en faisait aucun cas". À la longue liste de recettes alchimiques et spagyriques inspirées en partie par des auteurs anciens (thème du sel énixe, de l'or potable, traitement du zinc, etc.), font suite une dizaine de pages dédiées au comte de Saint-Germain, recopiées dans un ouvrage de chroniques apocryphes[6], ainsi qu'une pièce en vers composée par Lenain. Le document a fait partie de la collection de textes alchimiques réunie par le compositeur Nino Rota et son ami Vinci Verginelli, collection léguée presque entièrement à l'Académie des Lyncéens (Rome) dans les années 1980. C’est un traité peu connu que la BNAM vous propose aujourd’hui ; on le donne sur les catalogues comme étant de la main d’un occultiste connu dans les milieux ésotériques du XIXe siècle, Mr Lazare Lenain - 1793-1877 - qui publia plusieurs ouvrages qui eurent un certain succès en leur temps.

Les Arcanes ne furent édités qu’une fois en 1832. La transcription que nous vous présentons aujourd’hui est tirée, elle, d’un manuscrit de 1831 exécuté par un certain Martin, pris directement sur l’original trouvé lors de la démolition de la Bastille. Il n'a pas été possible de comparer l’imprimé avec le manuscrit, ce dernier est donc sans variante et tel quel avec toutes ses imperfections, sans avoir cherché à clarifier certaines tournures de phrase qui au premier abord semblent décousues ou incomplètes , et ce par respect pour son auteur qui sûrement le rédigeât à la hâte, et restera probablement à jamais anonyme. Démarche que semble avoir également respecté le citoyen Martin.
La fin du manuscrit reprend des passages tirés de la Cassette du petit Paysan, paru pour la dernière fois en 1661 chez Manget, ainsi que certains extraits des Lettres du Sanselrien Tourangeau édité en 1777. Sachant que la démolition de la Bastille a débuté en juillet 1789 nous pouvons donc situer approximativement dans le temps notre anonyme, qui, s’il ne fut pas adepte comme il le prétend, aux vues du cheminement mental qu’il nous propose, tant pour l’identification de la matière première que celle du dissolvant des sages, n’en demeure pas moins fort savant. Certains à sa lecture seront également surpris de l’origine des mines desquelles il tire son esprit astral, mais d’autres, que le feu commun et la matière n’effraie pas, trouveront peut-être dans la description qu’il nous offre de ses manipulations opératoires, beaucoup plus que ce qu’ils avaient espoir de recevoir.
Par ailleurs il ne serait sûrement pas inintéressant de comparer ce manuscrit avec ce qu’écrivirent messieurs de M. de Respour et Delocques sur le zinc, afin disaient-ils, d’en tirer l’esprit minéral et en faire le sujet du grand œuvre. Athos. 
- Lenain est également l'auteur d'une dizaine de poèmes en vers, tirés à quelques centaines d'exemplaires (sur feuilles volantes, ou "placards"), ayant trait le plus souvent à des sujets religieux : Hymne ou invocation à Dieu (1829), Salutation à la très sainte Vierge (1840), Invocation au grand Jehovah (1842), etc. Il est également l'auteur d'un poème dédié à Charles X (Ronde de table, 1824?) et d'un chant révolutionnaire républicain (La Picarde, 1848). On sait qu'il travaillait dans les années 1820 à la composition d'un ouvrage poétique dans le goût du philosophe Lucrèce, et intitulé La philosophie de la nature[7].